# Makira-Rundblattnase

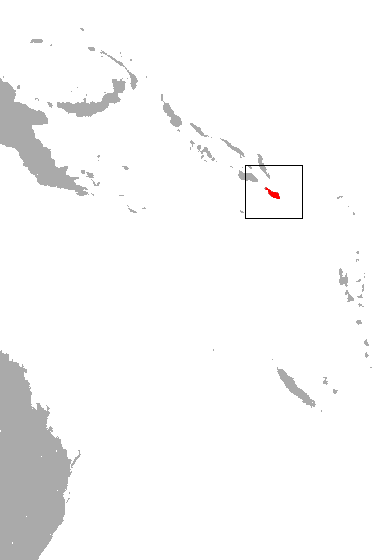
Verbreitungsgebiet der Makira-Rundblattnase

Die Makira-Rundblattnase (Hipposideros demissus) ist ein auf den östlichen Salomonen endemisches Fledertier in der Gattung der Altwelt-Rundblattnasen. Die Population galt bis zum Jahr 2005 als Unterart der Diadem-Rundblattnase (Hipposideros diadema). Ein weiterer enger Verwandter ist die Boungainville-Rundblattnase (Hipposideros dinops).

## Merkmale
Mit einer Kopf-Rumpf-Länge von 54 bis 83 mm, einer Schwanzlänge von 30 bis 43 mm und einem Gewicht von 22 bis 33 g ist die Art größer als die Diadem-Rundblattnase, die Unterarme sind jedoch mit 56 bis 75 mm kürzer. Es sind etwa 13 mm lange Hinterfüße und 19 bis 25 mm lange Ohren vorhanden. Für Männchen wurde eine gelbgraue Fellfarbe und für Weibchen eine orange Fellfarbe registriert. Dies kann daran liegen, dass die Individuen unterschiedlich lange in Ammoniakdämpfen ruhen. Neben leichten genetischen Abweichungen zu den anderen, oben genannten Arten, ist der Ruf zur Echoortung mit einer Startfrequenz von 69 kHz und einer Endfrequenz von 59 kHz kennzeichnend für diese Art.

## Verbreitung und Lebensweise
Diese Fledermaus lebt nur auf Makira. Sie wurde in Höhlen im Flachland gesichtet. Im Umfeld der Höhle liegen Wälder. Einige Individuen wurden über Wasserläufen registriert. In der Höhle bilden sich recht große Kolonien. Soweit bekannt werden die Nachkommen zwischen Oktober und Dezember geboren.

## Gefährdung
Landschaftsveränderungen wirken sich negativ auf den Bestand aus. Aufgrund der begrenzten Verbreitung ist die Art empfindlich für Zyklone und Erdbeben. Die eingeführte Kleine Feuerameise (Wasmannia auropunctata) kann diese Fledermaus schädigen. Aufgrund dieser Bedrohungen wird die Makira-Rundblattnase von der IUCN als stark gefährdet (endangered) gelistet. Im Hügelland bei 600 Meter Höhe gab es 2012 eine Höhle mit dieser Art und der Rehbraunen Rundblattnase (Hipposideros cervinus). Im Jahr 2018 hatte nur die letztgenannte Art überlebt.